# Ethnikos Asteras
El Ethnikos Asteras F.C es un club de fútbol griego de la ciudad de Kaisariani. Fue fundado en 1927 y juega en la Beta Ethniki.